# Look Out Cleveland
Look Out Cleveland è una canzone scritta da  Robbie Robertson e incisa dai The Band nel loro album omonimo del 1969. Il brano inizia con un ostinato blues in stile boogie-woogie del pianista Richard Manuel, seguito dal verso di ammonimento di Rick Danko, Look out Cleveland, storm is coming through, And it’s runnin’ right up on you. La Cleveland menzionata non è la città dell'Ohio ma un centro abitato omonimo situato nel Texas, nella periferia di Houston, città anch'essa citata nel verso Look out, Houston, there’ll be thunder on the hill... Look Out Cleveland differisce dalla maggior parte delle canzoni della Band dei loro primi due album per la presenza di notevoli influenze dalla musica blues urbana, tralasciando gli elementi invece della musica rurale.  Secondo il critico musicale Nick DeRiso, la canzone ispirò Elton John che l'anno dopo compose Take Me to the Pilot.

## Colonna sonora
Look Out Cleveland fa da colonna sonora al film A Home at the End of the World, adattamento del romanzo di Michael Cunningham che porta lo stesso nome. Nella pellicola, la canzone viene utilizzata per accompagnare la scena in cui i due protagonisti (interpretati da Colin Farrell e Dallas Roberts) stanno cantando il brano stesso mentre sono alla guida di un camion.

## Cover
La canzone venne re-incisa da Albert Lee nell'album That's Alright Mama.
L'artista blues Jackie Greene la reinterpretò per Endless Highway: The Music of The Band, album tributo della Band del 2007.
I Phish aprirono un loro concerto al Blossom Music Center in Ohio con Look Out Cleveland nel 2010.
Un'altra cover del brano è presente nell'album High Life di Charlie Robison del 2013.

## Formazione
- Rick Danko- voce, basso elettrico
- Levon Helm- batteria, voce di accompagnamento
- Garth Hudson- organo Lowrey
- Richard Manuel- pianoforte acustico, voce di accompagnamento
- Robbie Robertson- chitarra elettrica